# アムリット・バーラト急行
アムリット・バーラト急行（アムリット・バーラトきゅうこう、英語: Amrit Bharat Express）は、インドの国営鉄道事業者であるインド鉄道が運行する列車の種別。冷房が設置されていない安価な長距離列車として計画され、2024年1月から本格的な営業運転を開始した。開発当初はヴァンデ・サダラン急行（Vande Sadharan Express）と呼ばれていた。

## 概要
2023年、インド鉄道は安価で利用が可能な寝台付き新型長距離列車を、1編成あたり最大6,500万ルピーを用いて製造する旨を発表した。この計画に基づき開発・生産が行われた車両を用いる列車種別が「アムリット・バーラト急行」である。
アムリット・バーラト急行は、インドの標準型客車であるLHB客車と、耐振対策を施した走行機器を搭載したWAP-5形電気機関車による編成が組まれており、客車の両端に電気機関車が連結されるプッシュプル列車となっている。これにより終端での機関車の位置交換（機回し）が不要になる他、列車の加速度向上が図られる。また、これらの車両は半永久連結器で連結されており、加減速時の揺れを最小限に抑えている。塗装はオレンジ色と灰色を基調としたデザインが用いられている。
運賃を抑えるため客車には冷房が搭載されていない一方で、クッション付きの座席や開閉可能な窓ガラス、各座席に設置されている充電用設備など、快適性の向上が図られている。また、バリアフリー対策のための車椅子対応スロープや節水型トイレも設置されている他、非冷房の客車列車として初めて自動ドアや監視カメラが搭載されている。客車は22両編成で、内訳は2等座席車（自由席）が8両、3段式ベッドを備えた寝台車が12両、荷物車が2両である。
2023年12月30日にナレンドラ・モディ首相を招待する形での出発式典が行われ、翌2024年1月1日から本格的な営業運転が開始された。同年以降、列車本数の増加や使用編成の50編成増備も予定されている。

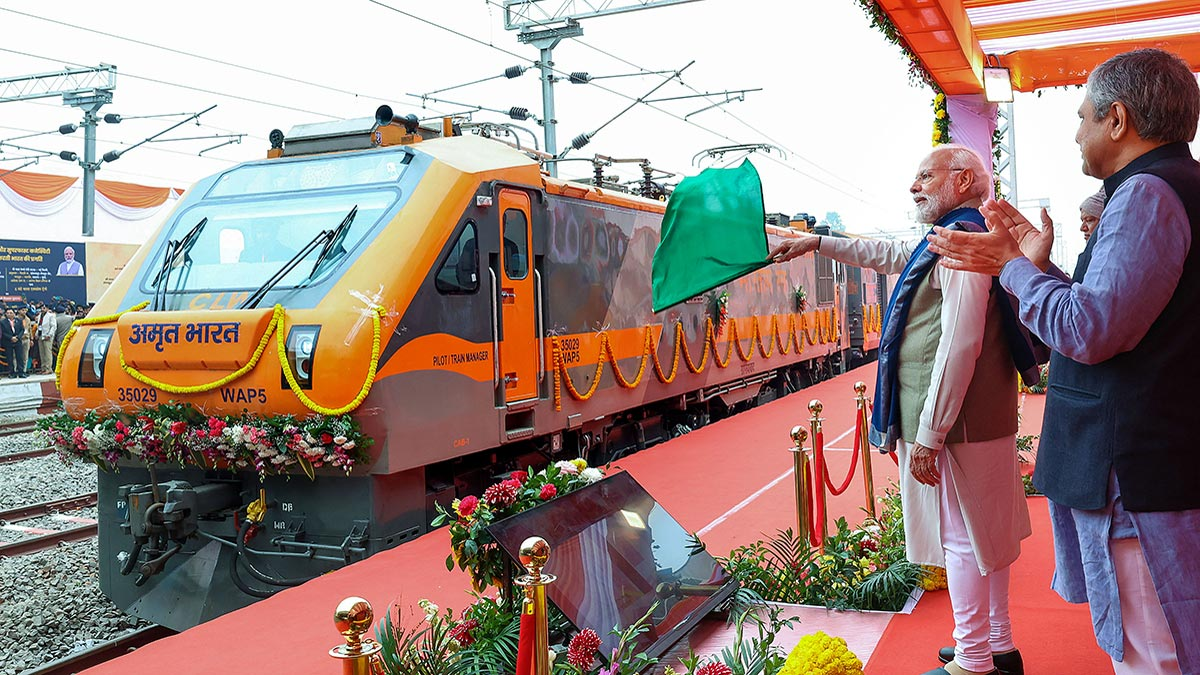
ナレンドラ・モディ首相も出席した出発式典（2023年12月30日撮影）

## 運用
2024年3月現在、アムリット・バーラト急行は以下の列車が運行されている。両列車とも最高速度は130 km/hで、従来の非冷房客車列車から速度の向上が図られている。
- ダルバンガー-アナンド・ビハール・ターミナル・アムリット・バーラト急行（Darbhanga–Anand Vihar Terminal Amrit Bharat Express）
- マルダタウン-SMVTベンガルール・アムリット・バーラト急行（Malda Town–SMVT Bengaluru Amrit Bharat Express）

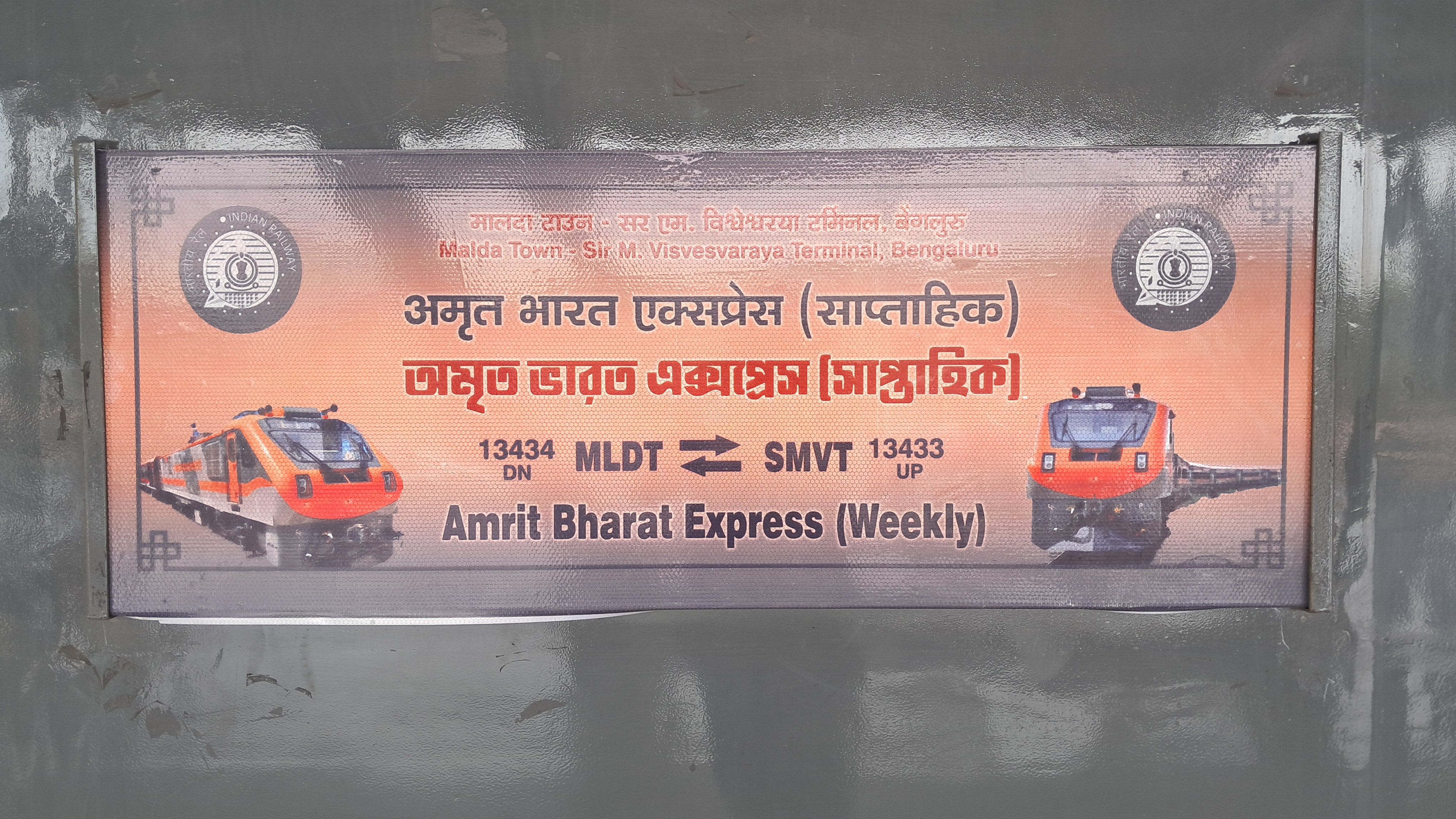
マルダタウン-SMVTベンガルール・アムリット・バーラト急行の列車表示（2024年撮影）